# Sajófelsősebes
Sajófelsősebes (románul Sebiș, németül Oberschebesch, erdélyi szász nyelven Ewerst-Sches) falu Romániában, Beszterce-Naszód megyében.

## Fekvése
Besztercétől délkeletre található település. Keleten a Kelemen-havasok határolja, nyugatról Friss és Sajósebes falvakkal szomszédos.

## Története
1319-ben említették először. Az 1332-es pápai tizedjegyzék szerint papjának ebben az évben Gotfrid volt a neve, ez középkori német lakosságra enged következtetni, amely azonban még a középkor folyamán nyomtalanul eltűnt, mert a 17. században már mint román lakosságú települést említik.
A trianoni békeszerződésig Beszterce-Naszód vármegye Besenyői járásához tartozott.

## Népesség
1910-ben 970 fő lakta, ebből 944 fő román, 11 magyar, 3 német, 12 egyéb nemzetiségű volt.
2002-ben 901 lakosából 894 fő román nemzetiségűnek és 7 fő cigány etnikumúnak vallotta magát.